# Green Island (Antigua)
Green Island ist eine kleine unbewohnte Insel vor der atlantischen Ostküste der Karibikinsel Antigua. Die Insel bildet im Man of War Point den östlichsten Punkt Antiguas und des Staates Antigua und Barbuda.

## Lage und Landschaft
Green Island liegt vor der südöstlichen Halbinsel von Antigua, am südlichen Eingang zur Nonsuch Bay. Zum Festland hin erstreckt sich südlich vor der Insel die Green Bay, eine buchtartige Meerenge, vor dem Kap Cork Point ist Green Island nur etwa 350 Meter vom Land entfernt. Verwaltungsmäßig gehört sie zum Parish Saint Philip.
Die Insel selbst misst etwa zwei Kilometer von West nach Ost, ihre Breite variiert durch zwei südweisende Halbinseln im Bereich weniger hundert Meter (maximal 650 Meter), wodurch sich mehrere geschützte Buchten ausbilden. Insgesamt hat die Insel eine Fläche von etwa 40 Hektar. Eine meerseitige Halbinsel endet im Man of War Point, als Ostspitze Antiguas (als Region, Ostpunkt der Hauptinsel ist der Neck of Land), von dem sich der Atlantik bis hin über knapp 4000 Kilometer zu den etwa auf gleicher Breite liegenden Kapverden erstreckt.
Die Insel erhebt sich nur wenige Meter über den Meeresspiegel, ist von tropischem Buschwald bestanden und teils von Fels, teils von reinweißen Stränden gesäumt. Beiderseits sind Riffe und Felsen vorgelagert, das nördliche Riff sperrt die gesamte Nonsuch Bay und zieht sich bis Long Bay.

## Nutzung und Naturschutz
Die Insel ist seit 1947 Privatbesitz und gehört dem Mill Reef Club in Mill Reef. Sie gilt als exzellentes Schnorchelgebiet, es werden Tagestouren auf die Insel angeboten.
2002 konnte hier die Antigua-Schlanknatter (Antiguan Racer, Alsophis antiguae) angesiedelt werden. Sie wurde am antiguanischen Festland von Ratten und indischen Mungos, die im 19. Jahrhundert gegen Zuckerrohrschädlinge einschleppt worden waren, ausgerottet, und galt als ausgestorben. Eine kleine Population hatte sich auf Great Bird Island erhalten. Nachdem eine Wiederansiedlungsmaßnahme auf Rabbit Island erfolgreich war, wurde das Projekt auch auf Green Island ausgedehnt.
Die Rattenpopulation – es soll hier auch einige wenige Mungos gegeben haben – wurde gezielt vernichtet.
Die Insel gehört seit 2006 zum North East Marine Management Area (NEMMA, 78 km²), ein recht unspezifisches Schutzgebiet. 2007 wurde hier von BirdLife International auch ein Offshore Islands Important Bird Area (AG006) beschrieben, unter dem die antiguanischen Nebeninseln als bedeutendes Gebiet für Küstenvögel zusammengefasst sind.
Als lokales Schutzgebiet sind ein Green Island Reefs Park Reserve für die südlichen Riffe
und ein umfassenderes Green Island Wildlife Reserve (Nicholson 1977) vorgeschlagen, aber noch nicht ausgewiesen. Letzteres erstreckte sich mit grob 500 Hektar auch über die nördlichen Riffe bis zum Indian Point, wo es sich mit dem Devils Bridge National Park überlappen würde.